# گمینا زوولنگ
گمینا زوولنگ (به لهستانی:  Gmina Zwoleń) یک گمینا در لهستان است که در شهرستان زوولنگ واقع شده‌است. گمینا زوولنگ ۱۶۱٫۱۲ کیلومتر مربع مساحت و ۱۵٬۲۳۳ نفر جمعیت دارد.